# Angie Thomas

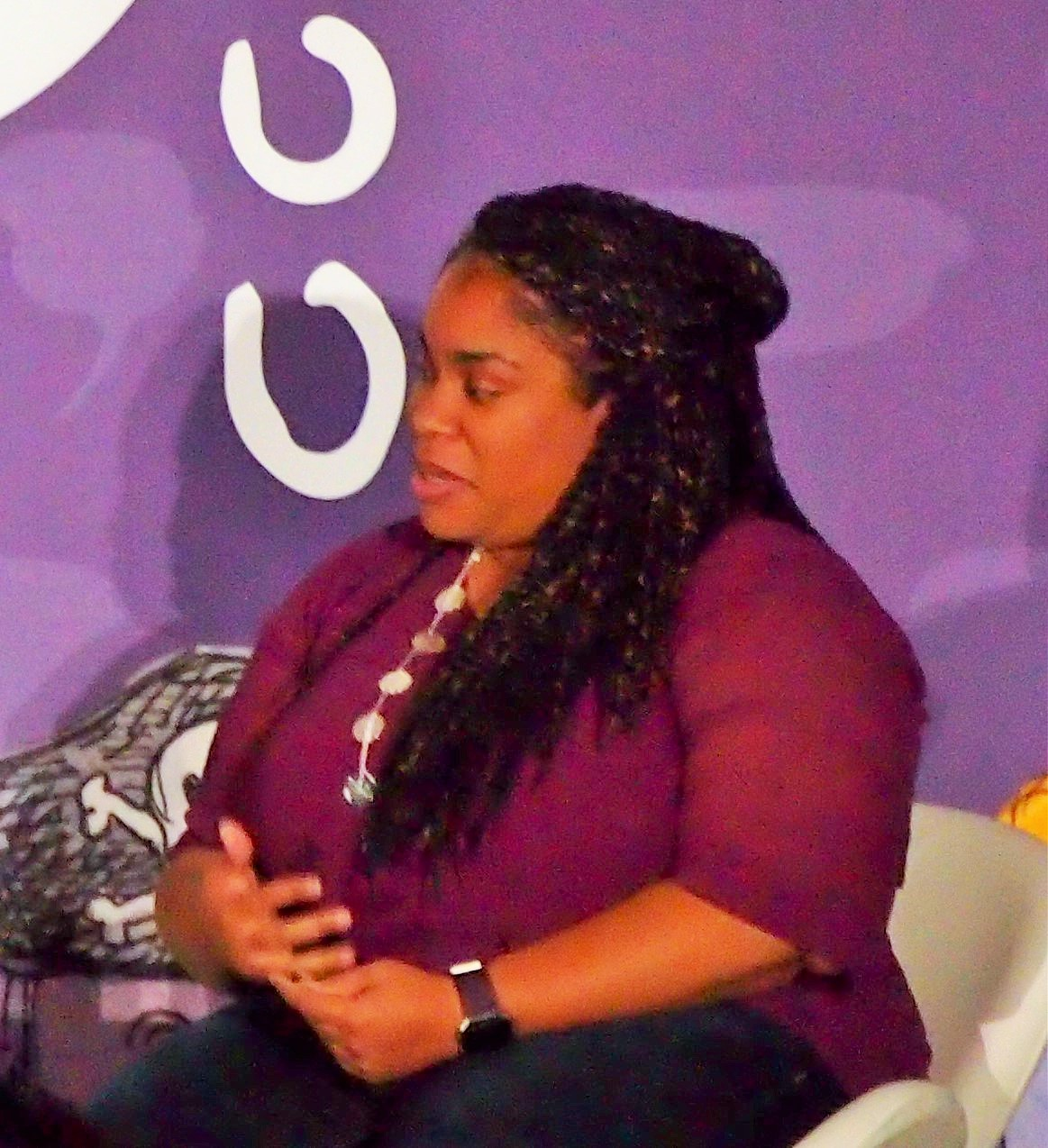
Angie Thomas, 2017

Angie Thomas (* 20. September 1988 in Jackson,  Mississippi) ist eine US-amerikanische Schriftstellerin.

## Leben
Angie Thomas wuchs in Jackson (Mississippi) im Stadtviertel Georgetown auf. In dieser armen und überwiegend von Afroamerikanern geprägten Nachbarschaft beobachtete sie bereits als kleines Kind Waffengewalt und Drogenhandel. Mit sechs Jahren war sie in einem Park, als zwei Drogendealer eine Schießerei begannen. Am folgenden Tag brachte ihre Mutter sie in eine Bibliothek, um ihr zu zeigen, dass es in der Welt noch andere Dinge als das gerade Erlebte gab. 2009, Angie Thomas ging inzwischen auf die Belhaven University und studierte Kreatives Schreiben, kam es zur Tötung von Oscar Grant durch Polizisten. Sowohl die Umstände der Tötung Grants als auch die Art und Weise, in der über die Vergangenheit des Opfers gesprochen wurde, verärgerten Thomas zutiefst und sie schrieb zunächst eine Kurzgeschichte mit diesem Hintergrund.
Andere Vorfälle in den folgenden Jahren: der Todesfall Trayvon Martin (2012), der Todesfall Michael Brown (2014) und der Todesfall Tamir Rice (2014) ließen sie zu diesem Thema zurückkehren und den Roman The Hate U Give verfassen. Zu diesem Zeitpunkt war Thomas die Sekretärin eines Bischofs von Mississippi. Die Veröffentlichung des Romans ermöglichte ihr eine gemeinnützige Organisation.
Der Titel des Buchs bezieht sich auf den von dem Rapper Tupac Shakur geprägten Begriff „Thug Life“, ein Akronym für „The Hate U Give Little Infants Fucks Everybody“.
Im Jahr 2019 wurde das Buch mit demselben Titel verfilmt und erhielt eine Vielzahl von Auszeichnungen. Im selben Jahr erschien Thomas’ zweiter Roman On the Come Up. Die Verfilmung dieses Romans von Sanaa Lathan soll im September 2022 beim Toronto International Film Festival ihre Premiere feiern.
Angie Thomas lebt in Jackson, Mississippi (Stand 2019).

## Werke
- The Hate U Give, Balzer + Bray, New York 2017, ISBN 978-0-06-249853-3[4]
  - dt.: The Hate U Give. Aus dem Amerikanischen von Henriette Zeltner-Shane. cbj, München 2017, ISBN 978-3-570-16482-2
- On The Come Up, Balzer + Bray, New York 2019, ISBN 978-0-06-249856-4[5]
  - dt.: On The Come Up. Aus dem Amerikanischen von Henriette Zeltner-Shane. cbj, München 2019, ISBN  978-3-570-16548-5
- Concrete Rose[6]
  - dt.: Concrete Rose. Aus dem Amerikanischen von Henriette Zeltner-Shane, cbj, München 2021, ISBN 978-3-570-16605-5
- Find your voice[7]
- Blackout (Co-Autorin)[8]
  - dt.: Blackout: Liebe leuchtet auch im Dunkeln, (Co-Autorin), Aus dem Amerikanischen von Anja Galic und Katarina Ganslandt, cbj, München 2021, ISBN 978-3-570-16619-2

## Auszeichnungen
- Morris Award 2018 für The Hate U Give[9]
- Michael L. Printz Award Ehrenpreis 2018 für The Hate U Give[10]
- Coretta Scott King Award, Ehrenpreis 2018 für The Hate U Give[11]
- Amnesty CILIP Honour 2018 für The Hate U Give[12]
- Waterstone’s Children’s Book Prize 2018 für The Hate U Give[13]
- Deutscher Jugendliteraturpreis 2018 Preis der Jugendjury: für The Hate U Give[14]